# Пауль Вернер Гоппе
Пауль Вернер Гоппе (нім. Paul Werner Hoppe; 28 лютого 1910, Берлін — 15 липня 1974, Бохум) — німецький офіцер, оберштурмбаннфюрер СС, комендант концентраційного табору Штуттгоф.

## Біографія
Народився 28 лютого 1910 року в сім'ї архітектора. Його батько помер, коли йому було два роки. Хлопчика виховував хрещений батько, що відрізняється демократичними поглядами. Після закінчення школи в 1931 році Гоппе вступив до технічного університету в Берліні на курс озеленення та садівництва. 1 червня 1932 року вступив у Націонал-соціалістичний студентський союз. У 1933 році вступив у СС (№ 116 695). Також був членом НСДАП (членський квиток № 1 596 491). У 1934 році проходив підготовчий курс керівництва піхотними військами. У 1935 році вступив в юнкерську школу СС в Брауншвейгу. Був переведений в концтабір Оранієнбург в квітні 1936 року, де очолив охоронну роту. Гоппе був одружений з Шарлоттою Барановскі, дочкою Германа Барановскі — одного з керівників системи концтаборів. У 1938 році став ад'ютантом інспектора концтаборів Теодора Ейке. У 1939 році був призваний на фронт, брав участь в Польській і Французькій кампаніях. У 1941 році Гоппе відправили на Східний фронт. Навесні 1942 року був поранений під Дем'янська і був визнаний непридатним для військової служби. 1 вересня 1942 року стало комендантом концтабору Штуттгоф. Керував широкомасштабним знищенням людей і саме при ньому Штуттгоф став табором смерті.
Після війни переховувався під фальшивим іменем. Його заарештували в квітні 1946 року, але Гоппе зміг втекти до Швейцарії в 1949 році. Пізніше повернувся до Західної Німеччини в грудні 1952 року. 17 квітня 1953 був заарештований у Віттені. 4 червня 1957 році засуджений до 9 років тюремного ув'язнення. У 1960 році він був достроково звільнений. Помер в 1974 році в Бохумі.

## Нагороди[3]
- Німецька імперська відзнака за фізичну підготовку
- Кільце «Мертва голова»
- Почесна шпага рейхсфюрера СС
- Медаль «За вислугу років у СС» 4-го і 3-го (1941) ступеня (8 років)
- Хрест Воєнних заслуг 2-го і 1-го класу з мечами